# Trichogramma achaeae
Trichogramma achaeae es una avispa que parasita huevos de lepidópteros. Es autóctona en España. Tanto el macho como la hembra miden 0,5 mm de longitud. La hembra puede parasitar huevos de 26 especies de lepidópteros pertenecientes a diez familias: Gelechiidae, Noctuidae, Notodontidae, Oecophoridae, Pieridae, Pyralidae, Sphingidae, Tortricidae e Yponomeutidae.
Parasita los huevos de Tuta absoluta (una plaga para los cultivos de tomate, patata y otras solanáceas).  Se considera que con la introducción de entre 500.000 y 1.500.000 individuos por hectárea durante la época de vuelo de los adultos de Tuta se consigue un buen control biológico en cultivo de tomate.